# Cupidon (bande dessinée)
Cupidon est une série de bande dessinée inspirée du dieu de l'amour.

## Synopsis
Cupidon est un petit ange à l'aspect d'un petit garçon ailé, qui décoche ses flèches au gré de sa fantaisie, et fait naître les passions les plus brûlantes et les unions les plus inattendues.
Heureusement que saint Pierre est là pour le surveiller.

## Historique
Après 21 albums parus aux éditions Dupuis avec Cauvin au scénario, la série a été reprise par les éditions Joker avec désormais uniquement Malik aux commandes. Dès l'album suivant, les éditions du Fourbe Chinois, créées par Malik, ont repris la série. La diffusion de ce 23e album est assurée en exclusivité par Noir Dessin Production.

## Personnages
Saint-Pierre,
Cupidon,
Séraphin,
Angelot, Raphaël...

## Publication

### Albums
Aux éditions Dupuis
- 1 - Premières flèches
- 2 - Philtre d'amour
- 3 - Baiser de feu
- 4 - Souffle au cœur
- 5 - Arc en ciel
- 6 - L'Ange et l'eau
- 7 - Un amour de gorille
- 8 - Je l'aime un peu...
- 9 - Vive la mariée
- 10 - Coup de foudre
- 11 - Lune de miel
- 12 - Le Cœur dans les nuages
- 13 - Jour de chance
- 14 - Toutes les amours du monde
- 15 - Plus jamais seul
- 16 - Cadeau du ciel
- 17 - Amour en cage
- 18 - Rien que pour vous !
- 19 - Solitude
- 20 - Elles et moi
- 21 - Le Nœud du problème

Aux éditions Joker
- 22 - Une copine pour Cupidon

Aux éditions Noir Dessin Production
- Premier envol, la première intégrale des aventures de Cupidon, reprenant les 3 premiers albums.

Aux éditions du Fourbe Chinois
- 23 - Fous d'ailes[1]

### Revues
- paru dans le journal Spirou.